# Huqiu, Fujian
Huqiu (kinesiska: 虎邱) är en köping i sydöstra Kina. Den ligger i Anxi härad i staden Quanzhou i provinsen Fujian, omkring 180 kilometer sydväst om provinshuvudstaden Fuzhou. Antalet invånare är 43 039. Befolkningen består av 20 957 kvinnor och 22 082 män. Barn under 15 år utgör 19,0 %, vuxna 15-64 år 73 %, och äldre över 65 år 6,0 %.